# Most fordoński im. Rudolfa Modrzejewskiego w Bydgoszczy

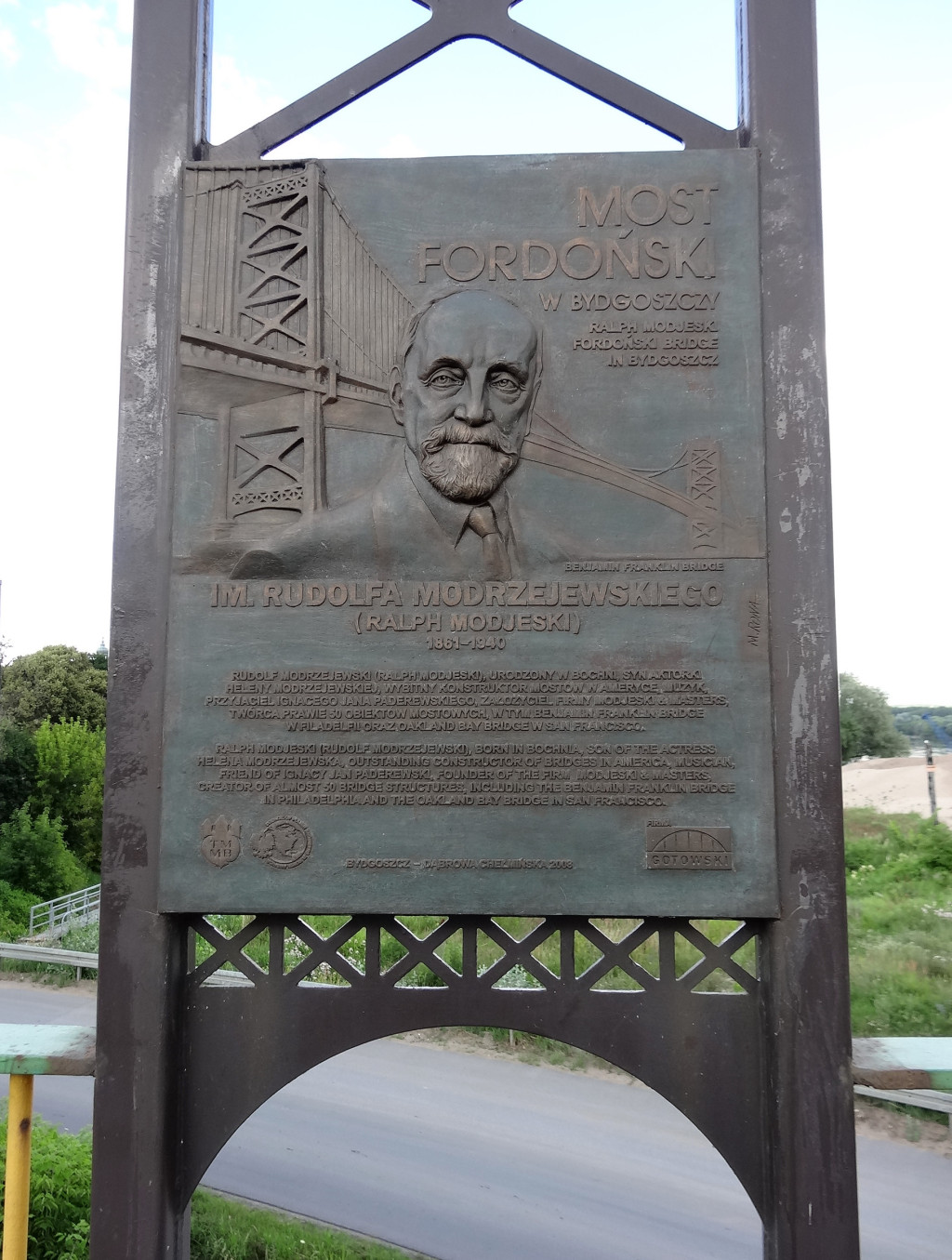
tablica pamiątkowa patrona mostu Rudolfa Modrzejewskiego

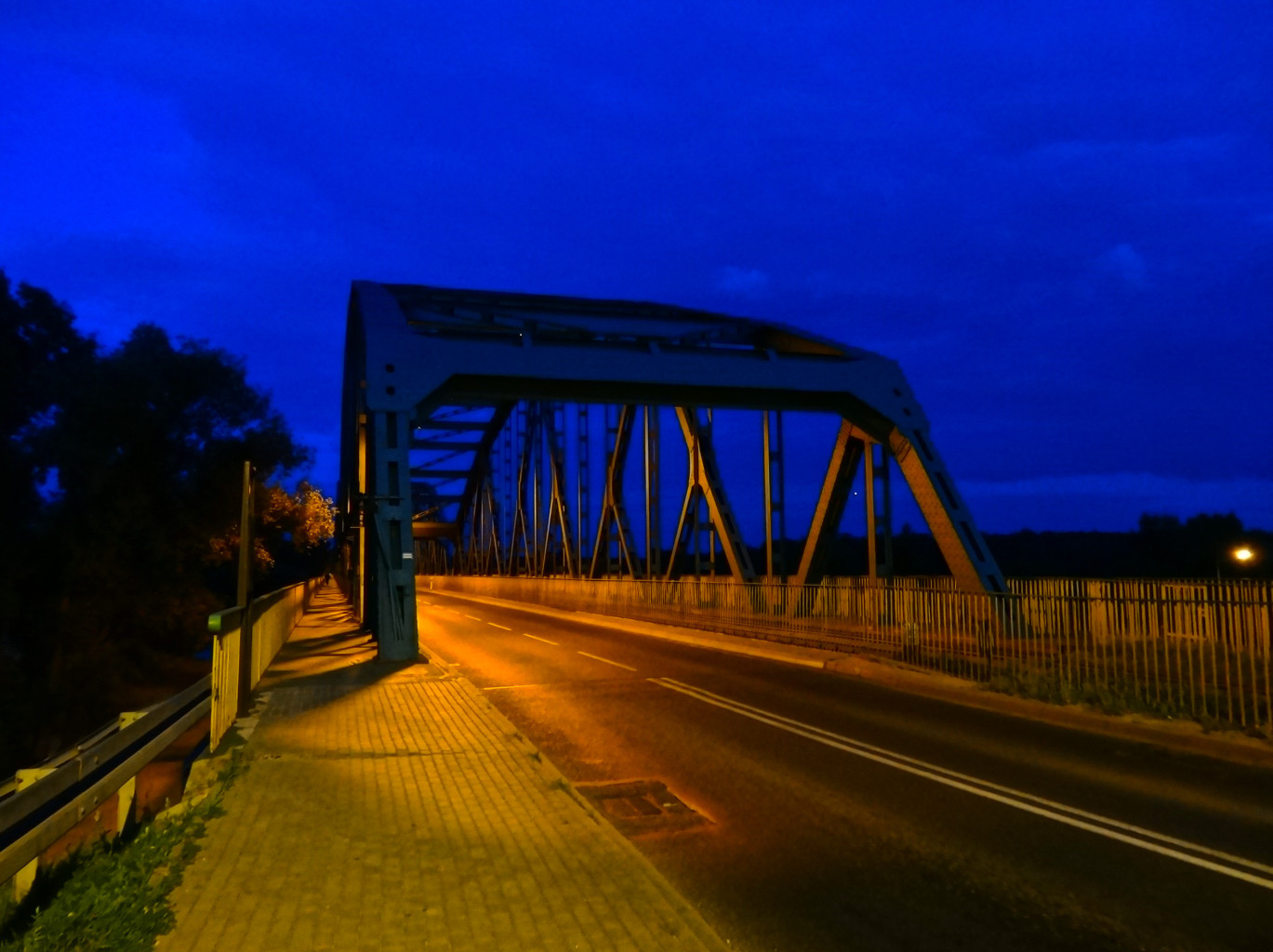
Nocą

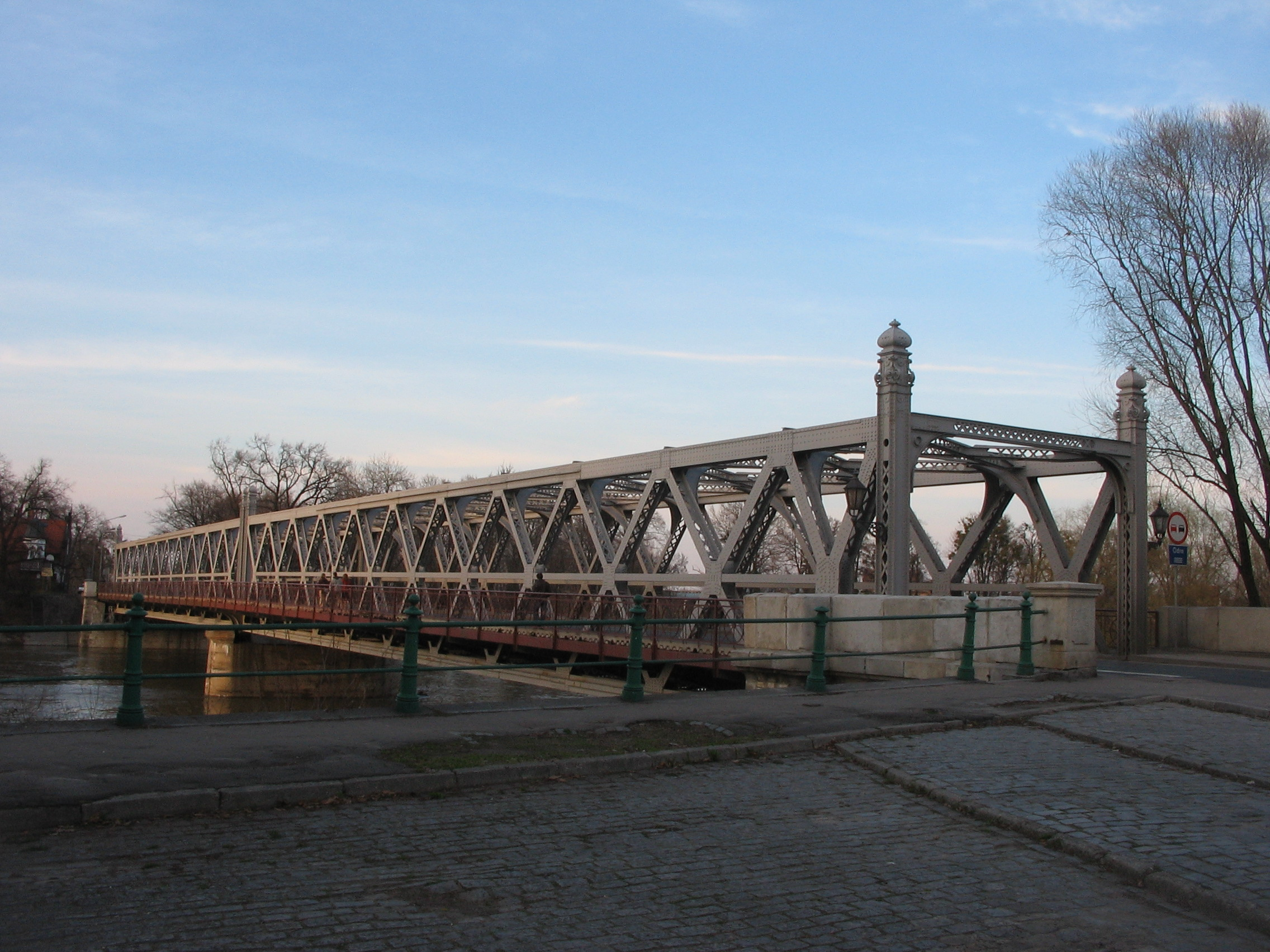
Kratownicowy Most Piastowski w Brzegu – ze zdemontowanych przęseł Mostu fordońskiego

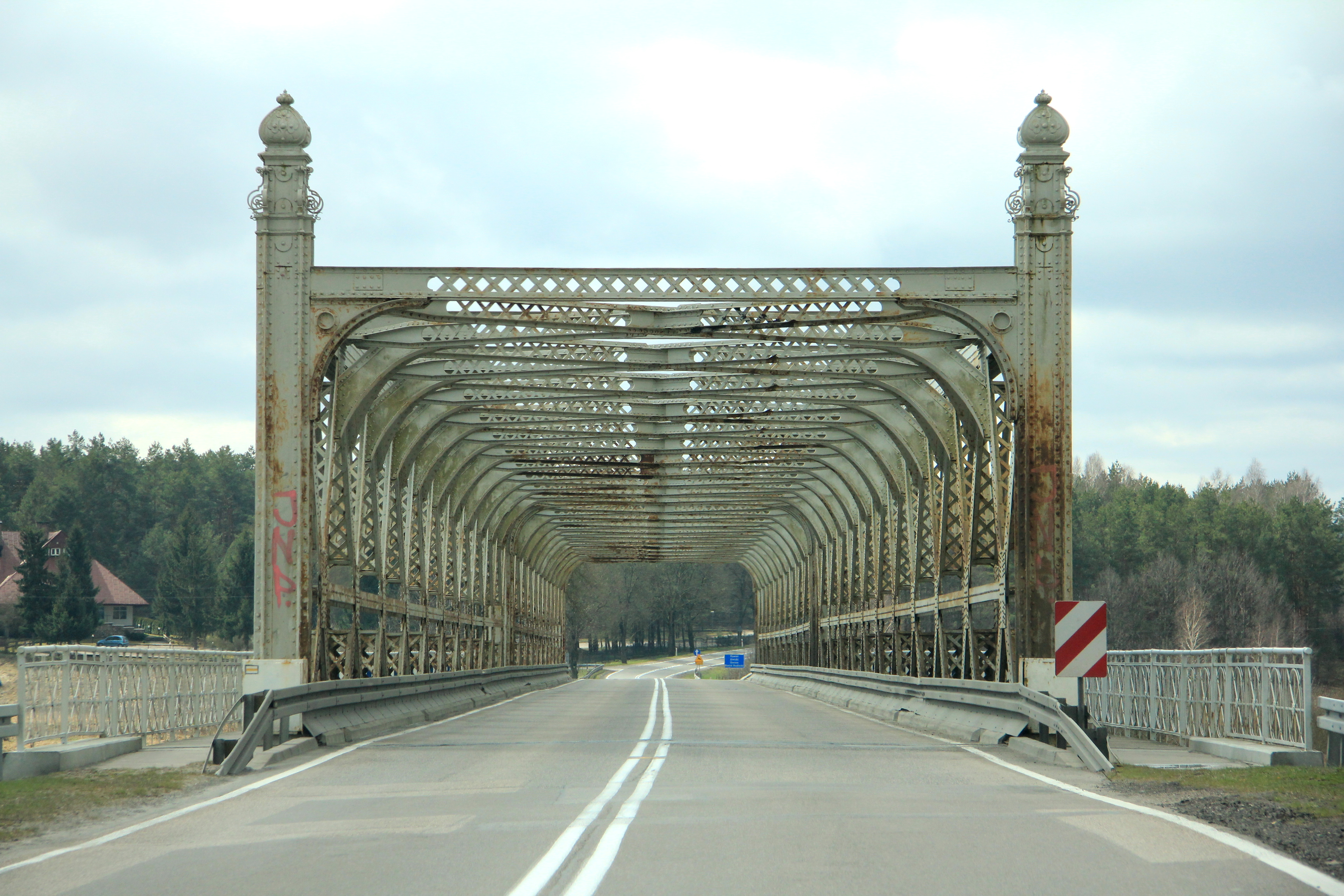
Most w Rybołach

Most fordoński im. Rudolfa Modrzejewskiego – most kolejowo-drogowy, o konstrukcji kratowej, na rzece Wiśle w Bydgoszczy, w dzielnicy Fordon. Długość mostu wynosi 1005 m, a szerokość 16,8 m. Kolejnym przejazdem przez Wisłę na północy jest most w Chełmnie, na południu Most drogowy im. Józefa Piłsudskiego w Toruniu.

## Lokalizacja
Most znajduje się na wschodnich rubieżach Bydgoszczy, w połowie miejskiego odcinka rzeki Wisły. Przebiega przez niego droga krajowa nr 80 Bydgoszcz – Toruń oraz linia kolejowa nr 209 Bydgoszcz – Chełmża – Kowalewo Pomorskie.
Most w połowie swojej długości przebiega nad korytem Wisły, które ma szerokość ok. 500 m, zaś w połowie nad terenem zalewowym. W bezpośrednim sąsiedztwie mostu znajduje się rezerwat przyrody „Wielka Kępa Ostromecka”.

## Historia

### Przeprawa przez rzekę
Lokalizacja mostu przypada w miejscu, gdzie znajdowała się starodawna przeprawa przez Wisłę. Warunki naturalne sprzyjały jej lokalizacji, gdyż koryto rzeki nie było tu szersze niż 500 m i nie dzieliło się na pomniejsze odnogi.
W XV–XIX w. pobierano tu opłaty celne i kontrolowano ruch statków. Od pobieranego podatku wodnego „fordon”, zwanego także czwartym groszem pochodzi nazwa miasta, które powstało w sąsiedztwie przeprawy w XIV wieku. W XV wieku zlokalizowano tu lokalną komorę celną, a od 1594 r. komorę królewską Zygmunta III Wazy. Każdy przepływający statek na Wiśle miał obowiązek przybić do brzegu i dokonać opłat celnych, stosownie do wartości przewożonego towaru. W tym czasie przystań wodna zapewniała połączenie Fordonu z Ostromeckiem. Na wschodnim brzegu Wisły, tuż przy przeprawie, w XVII i XVIII wieku znajdowała się karczma oraz na brzegu rzeki tzw. „Vogelsang”. W 1771 r. obszar ten został nadany w dzierżawę osadnikom olęderskim.

### Pierwszy most 1893–1939
Przyczynkiem do powstania mostu w Fordonie były względy strategiczne. Nowa przeprawa przez Wisłę miała duże znaczenie, gdyż łączyła Rzeszę z Prusami Wschodnimi, obchodząc od północy zagrożoną potencjalnym atakiem ze strony Rosji twierdzę Toruń. Do przeprawy wiodła linia kolejowa Bydgoszcz-Fordon (1885 r.), przedłużona następnie na Ziemię Chełmińską.
Decyzja o budowie zapadła 20 czerwca 1891 r. Projektantem mostu był rządowy radca budowlany, zatrudniony w tym okresie w Dyrekcji Kolei Wschodniej w Bydgoszczy, profesor Georg Christoph Mehrtens. Naczelnym budowniczym obiektu został tajny radca Suche. Na miejscu pracami kierował rządowy inspektor budownictwa kolejowego Maties oraz trzej budowniczowie odpowiedzialni za poszczególne odcinki robót: Ortmans (odcinek rzeczny), Anthes (odcinek lądowy) i Lemcke (stalowa konstrukcja przęseł).
Do pierwszych prac przystąpiono już w tym samym roku. Początkowo projektowano wykonać most składający się 13 przęseł każde o długości 100 m. Jednak ograniczenia finansowe i materiałowe skłoniły niemieckie władze kolejowe do zrezygnowania z tej koncepcji.
Ograniczono się do budowy 5 przęseł o długości 100 m ponad korytem Wisły, zaś nad terenem zalewowym od strony Ostromecka postanowiono wybudować 13 mniejszych przęseł o rozpiętości 62 m.
Wykonanie konstrukcji stalowej zlecono hucie w Oberhausen (5 przęseł rzecznych) oraz firmie Harkot z Duisburga (13 przęseł zalewowych).
1 listopada 1893 r. oddano do użytku część kolejową mostu umożliwiając tym samym połączenie kolejowe z Bydgoszczy przez Fordon do Unisławia i Chełmży. Część drogowa mostu została udostępniona dwa tygodnie później – 15 listopada. Uroczystego otwarcia mostu dokonał osobiście cesarz Niemiec Wilhelm II.
Most o długości 1,325 km i szerokości 10,8 m (z tego 4,2 m część kolejowa i 6,6 m drogowa) składał się z 18 przęseł stalowych o konstrukcji kratownicowej z jezdnią dołem. Na kratownicach zainstalowano stalowe wózki kontrolno-konserwacyjne w formie suwnic. Natomiast przy przyczółkach mostowych wykonano ozdobne sterczyny, według projektu prof. Jacobsthala z Charlottenburga.
Ogólny koszt budowy wyniósł 8,5 mln marek w złocie, z czego 2 mln wydano na fundamenty, 1 mln na prace murarskie (filary, przyczółki), 4,25 mln na konstrukcję stalową przęseł i 1,15 mln marek na urządzenia dodatkowe.
Był to najdłuższy most w Niemczech i pierwszy zbudowany na świecie ze stali zlewnej. Jezdnia wraz z poboczami, jak i ciągi piesze miały nawierzchnię drewnianą. Jako sztuczne oświetlenie zastosowano lampy naftowe. Ówczesna prasa podkreślała, że długość mostu jest taka sama, jak berlińskiej alei Unter den Linden.
Na zakończeniu przyczółków mostowych zostały wybudowane wojskowe wartownie w formie wież. W latach 1898–1899 na prawym brzegu Wisły wzniesiono baterię z obetonowanymi stanowiskami dla 4 dział 90 mm, przekształconą później w szaniec piechoty z dwoma stanowiskami dział 50 mm.
Wjazdy na most były strzeżone i zabezpieczone stalowymi bramami, osobnymi dla części drogowej mostu, dla torowiska oraz przejść dla pieszych.
Po przyłączeniu w końcu stycznia 1920 r. Bydgoszczy i Fordonu do Polski, częściowy zarząd nad mostem z rąk kolei niemieckiej przejęła Dyrekcja Okręgowa Kolei Państwowych w Gdańsku.
W 1924 r. ustalono, że 80% kosztów utrzymania mostu pokrywa województwo pomorskie, a 20% – województwo poznańskie. W 1928 r. poprowadzono przez most linię przesyłową wysokiego napięcia.
Most w tej formie został zniszczony 2 września 1939 r. w wyniku odpalenia min, założonych na moście w sierpniu 1939 r. Podczas bombardowania przez lotnictwo niemieckie, doszło do odpalenia ładunku wybuchowego i zawalenia jednego z przęseł, zaś cofające się wojsko polskie dokonało następnych zniszczeń. Ostatecznie zawaleniu uległy 4 przęsła rzeczne, a zniszczeniu 2 filary. Nienaruszona pozostała natomiast część mostu nad terenem zalewowym.

### Odbudowa mostu
Po zajęciu Fordonu przez oddziały niemieckie, został wybudowany poniżej zniszczonego prowizoryczny, wojskowy most pontonowy tzw. „Herbertbrücke”.
Do odbudowy zniszczonej przeprawy władze hitlerowskie przystąpiły jesienią 1940 r. Prowadziła je firma Carl Spaeter GmbH z Hamburga.
Ponieważ konstrukcja stalowa przęseł rzecznych w większości nie nadawała się do ponownego użycia, postanowiono zastąpić ją nową.
Prace związane z odbudową trwały do jesieni 1941 r., ale otwarcie przeprawy nastąpiło już 16 czerwca 1941 r. Generalnie odtworzono zniszczone dwa filary i pięć przęseł rzecznych z zachowaniem ich poprzedniej formy. Jedyną zmianą była nawierzchnia z kostki kamiennej na odcinku rzecznym.
26 stycznia 1945 r. most został ponownie wysadzony przez wycofujące się wojska niemieckie. Zniszczeniu uległy podobnie jak w 1939 r. cztery przęsła rzeczne, dwa filary w nurcie rzeki oraz przyczółek od strony Fordonu. Analogicznie jak na początku II wojny światowej ocalał cały odcinek mostu przebiegający ponad terenem zalewowym, dwa skrajne filary i ostatnie przęsło rzeczne.

### Most prowizoryczny
W lutym 1945 r. wojska radzieckie na zniszczonej i leżącej w wodzie stalowej konstrukcji mostu wykonały drewnianą jezdnię. Podtrzymujące ją słupy drewniane wbito częściowo w grunt, częściowo zaś oparto na zerwanej i zawalonej kratownicy. Taka prowizoryczna forma przeprawy nie mogła trwać długo z powodu osiadania w rzece zniszczonej konstrukcji oraz podmywania jej przez wody Wisły.
Nocą 13 czerwca 1946 roku runęło do rzeki piąte przęsło, uniemożliwiając jakąkolwiek żeglugę. Saperzy i płetwonurkowie po założeniu ładunków wybuchowych wysadzili je przywracając ruch na Wiśle 25 czerwca.
W 1946 r. Państwowe Przedsiębiorstwo Robót Kolejowych rozebrało tymczasową przeprawę, zdemontowało i przekazało na złom stalowe dźwigary zniszczonych przęseł oraz odbudowało zniszczone filary. Przeprawa przez rzekę została przerwana na okres 10 lat.

### Nowy most Fordoński
Do opracowania projektu odbudowy mostu przystąpiono w 1949 r. Projekt powstał w gdańskim oddziale Biura Projektów Dróg i Mostów pod kier. mgr. inż. Jerzego Szaniawskiego.
Początkowo zamierzano wykonać konstrukcję analogiczną do mostu w Grudziądzu, zachowując przy tym nienaruszoną część mostu nad terenem zalewowym.
W wyniku badań stwierdzono jednak zmęczenie materiału kratownic i uszkodzenia filarów.
Ostatecznie zadecydowano o całkowitej rozbiórce i odbudowie mostu łącznie z filarami.
Jednakże celem zmniejszenia kosztów odbudowy, powstała myśl skrócenia ogólnej długości mostu. Przeprowadzono w związku z tym badania rozmycia dna koryta rzeki, które potwierdziły taką możliwość. Zaproponowano zatem skrócenie długości mostu o 5 przęseł od strony Ostromecka, tj. 310 m, co też zostało zatwierdzone.
Projekt przewidywał zachowanie rytmu rozpiętości przęseł znanego z końca XIX w., ale nad terenem zalewowym zamiast 13 starych, miało powstać 8 przęseł o rozpiętości 60,8 m. Do oparcia mostu wykorzystano istniejące filary w nurcie rzeki, natomiast odbudowano od podstaw filary na terenie zalewowym. Na odcinku „ostromeckim”, gdzie planowano nasyp ziemny, zdemontowano przęsła, filary oraz przyczółek mostowy wraz z wieżami.
Zdemontowane stare przęsła zalewowe wykorzystano do budowy kilku mniejszych mostów (głównie we wschodniej części kraju): w Zosinie nad Bugiem (na trasie do Włodzimierza), Dorohusku koło Chełma, Jarosławiu nad Sanem i Ploskach (do budowy wiaduktu drogowego na trasie Białystok-Bielsk Podlaski), a także w Czarnkowie na Noteci oraz Brzegu w nowym Moście Piastowskim na Odrze.
Prace przy budowie mostu rozpoczęto w marcu 1950 r. Kolejne etapy prac przedstawiały się następująco:
- marzec 1950 – marzec 1953 – budowa nasypu ziemnego od strony Ostromecka o długości 640 m oraz szerokości korony 12 m (Wojewódzki Zarząd Dróg Publicznych w Bydgoszczy);
- wrzesień 1951 – czerwiec 1952 – demontaż konstrukcji stalowej 13 istniejących przęseł nad terenem zalewowym (Zjednoczenie Montażu Mostów „Mostostal”);
- 1952 r. – oczyszczenie koryta Wisły ze znajdujących się pod wodą fragmentów konstrukcji stalowych oraz resztek jezdni (Państwowy Zarząd Wodnych w Toruniu);
- 1950–1953 rozbiórka filarów zalewowych i budowa nowych (Płockie Przedsiębiorstwo Robót Mostowych, Zjednoczenie Montażu Mostów „Mostostal”)
- marzec 1953 r. – 1955 – montaż nowej stalowej konstrukcji przęseł (Płockie Przedsiębiorstwo Robót Mostowych – 8 przęseł nad terenem zalewowym, Zjednoczenie Montażu Mostów „Mostostal” – 5 przęseł rzecznych);
- 1956 r. – prace wykończeniowe i drogowe.

Próba obciążeniowa mostu odbyła się 19 lipca 1956 roku, a oddanie do użytku – 22 lipca 1956 roku.
1 stycznia 1973 r. Fordon stał się dzielnicą miasta Bydgoszczy, które tym samym swą wschodnią granicę oparło na Wiśle. W związku z tym most znalazł się na obszarze Bydgoszczy.
Z uwagi na pogarszający się stan techniczny obiektu, planowany jest jego remont generalny. Analizie poddano trzy warianty inwestycji: remont istniejącej przeprawy, remont połączony z budową ciągu pieszo-rowerowego i przebudową dojazdów oraz budowę nowego mostu w sąsiedztwie obecnego wraz z jego modernizacją. Koszt prac – w zależności od wariantu – szacuje się od 100 do ponad 300 milionów złotych.

## Charakterystyka
Most fordoński jest podobny pod względem konstrukcyjnym do grudziądzkiego.
Podobnie jak poprzednik z końca XIX wieku jest mostem kolejowo-drogowym, szerszym o 1,3 m, lecz krótszym o 300 m.
Konstrukcja stalowa została wykonana ze stali zwykłej (ST 37). Całość stanowi:
- 5 przęseł rzecznych o rozpiętości 100 m, wysokości dźwigarów pośrodku 18 m i przy podporze 8,5 m
- 8 przęseł nad terenem zalewowym o rozpiętości 62 m, wysokości pośrodku 11,5 m, oraz przy podporze 8,5 m,
- przęsło łącznikowe w formie belki ciągłej o długości 8 m

Szerokość jezdni wynosi 6 m (nawierzchnia z kostki granitowej wymieniona następnie została na asfaltową w 1977 r.), torowiska 4,4 m, chodników o nawierzchni asfaltowej 1,7 m.
Całość konstrukcji calowej waży 9750 ton, co stanowi 93% ciężaru poprzedniego mostu (poszczególne przęsła ważą jednak więcej: rzeczne o 12% i lądowe o 4%).

## Relikty pierwotnego mostu
Z pierwotnego założenia mostowego zachowało się dzisiaj bardzo niewiele. Przy zjeździe z mostu od strony Ostromecka ocalały resztki betonowych stanowisk szańca piechoty, zaś na nasypie kolejowym są ślady pozwalające określić pierwotną długość mostu.
Na filarach rzecznych (z wyjątkiem filara nr III) i lądowych widoczna jest oryginalna bazaltowa końcówka w formie boniowanych ciosów, która została wtórnie użyta podczas odbudowy.

## Patron
16 maja 2008 roku w obecności władz miejskich i wojewódzkich nadano uroczyście mostowi Fordońskiemu imię Rudolfa Modrzejewskiego – polskiego konstruktora, budowniczego ok. 50 mostów w USA i w Kanadzie
Na północno-zachodnim przyczółku mostu znajduje się tablica okolicznościowa (po polsku i angielsku) upamiętniająca to wydarzenie.